# Josef Hoffmann
Josef Hoffmann (født 15. december 1870, død 7. maj 1956) var en østrigsk arkitekt og en fremtrædende repræsentant for den østrigske art nouveau. Han var elev af Otto Wagner og gav den kontinentale art nouveau-stil en ny klarhed og enkelhed, som foregreb funktionalismen. 
Til hans hovedværker hører Palais Stoclet i Bruxelles (1905-1911), hvis enkle og retlinjede facade står i skarp kontrast til Gustav Klimts udsmykkede frise.

## Liv
Josef Hoffmann var født i en velhavende familie. Hans far, der var borgmester i Pirnitz i Mähren, ønskede at hans søn skulle studere jura. Josef Hoffmann var imidlertid mere interesseret i de tekniske fag og kom på teknisk skole i Brünn (Brno), hvor han fik gode karakterer. Han fik ansættelse ved militærets bygningstjeneste i Würzburg, og han studerede derefter på Wien Kunstakademi hos Karl von Hasenauer og Otto Wagner. På Otto Wagners kontor lærte han Joseph Maria Olbrich at kende; de grundlagde i 1897 Wiener Secession.
Han tilbragte et år i Syditalien som afslutning på sit arkitekturstudium med et stipendium fra Prix de Rome. De syditalienske kubiske huse med flade tage har muligvis inspireret ham til sin arkitektonisk enkle kubistiske stil.
Fra 1899 blev han lærer på Wien Universitet for Anvendt Kunst, og i 1903 efter at havde forladt Wiener Secession grundlagde han sammen med Fritz Wärndorfer og Koloman Moser kunstnerproduktionssamarbejdet Wiener Werkstätte.
I 1906 byggede han sit første større bygningsværk, sanatoriet i Purkersdorf ved Wien. 1905 til 1911 byggede han Palais Stoclet i Bruxelles, som er et hovedværk i jugendstilen.
Hoffmann hilste Østrigs Anschluss til Nazityskland velkomment, fordi han mente, at det nye regime kunne give arkitekturen et opsving. Den tyske ambassade på Rennweg i Wien blev ombygget efter hans planer, men på grund af bombeskader blev den revet ned i 1957.
Efter 2. verdenskrig fik Hoffmann flere officielle opgaver. Bl.a. var han generalkommissær ved Venedigbiennalen. Josef Hoffmann døde den 7. maj 1956 og ligger i en æresgrav på Wiener Zentralfriedhof. I Punrkersdorf, hvor han byggede sanatoriet, er en vej opkaldt efter ham.